# الفحص عالي المحتوى
الفحص عالي المحتوى (اختصارًا HCS)، ويُعرف أيضًا باسم التحليل عالي المحتوى أو تحليل الخلايا الكمي، هو طريقة تستخدم في الأبحاث البيولوجية واكتشاف الأدوية لكشف مواد مثل الجزيئات الصغيرة والببتيدات وتدخل الرنا التي تغير النمط الظاهري للخلية بطريقة مرغوبة. وبالتالي فإن الفحص عالي المحتوى هو نوع من الفحص الظاهري للخلايا ينطوي على تحليل كامل للخلايا أو مكوناتها مع قراءات متزامنة لعدة مؤشرات. يرتبط الفحص عالي المحتوى بالفحص عالي الإنتاجية (إتش تي إس)، الذي يُجرى فيه اختبار نشاط آلاف المركبات بالتوازي في واحد أو أكثر من المقايسات البيولوجية، ولكنه يتضمن مقايسات للأنماط الظاهرية الخلوية الأكثر تعقيدًا. يمكن أن تشمل التغيرات الظاهرية زيادات أو انخفاضات في تصنيع المنتجات الخلوية مثل البروتينات و/أو تغيرات في مورفولوجيا (المظهر البصري) للخلية. يستخدم الفحص عالي المحتوى عادةً المجهر الآلي وتحليل الصور. وبخلاف التحليل عالي المحتوى، فإن الفحص عالي المحتوى يشير إلى مستوى الإنتاجية، وهذا هو السبب في أن كلمة «الفحص» تميز الفحص عالي المحتوى عن التحليل عالي المحتوى، والذي قد يُظهر ارتفاعًا من ناحية المحتوى مع انخفاض في الإنتاجية.
في الفحص عالي المحتوى، تُحتضن الخلايا أولًا ضمن مادة، وبعد فترة من الزمن، يُجرى تحليل البنى والمكونات الجزيئية لها. يتضمن التحليل الأكثر شيوعًا وسم البروتينات بعلامات فلورية، وتُقاس أخيرًا التغيرات في النمط الظاهري للخلايا باستخدام تحليل الصورة الآلي. من خلال استخدام العلامات الفلورية مع حدود قصوى مختلفة للامتصاص والانبعاث، يمكن قياس مكونات خلوية مختلفة بالتوازي. علاوة على ذلك، يمكن أن يكشف التصوير تغيرات في المستوى دون الخلوي (في السيتوبلازما والنواة والعضيات الأخرى). لذلك يمكن جمع عدد كبير من نقاط البيانات لكل خلية. بالإضافة إلى وضع العلامات الفلورية، استخدمت الكثير من المقايسات غير المعتمدة على الوسم في الفحص عالي المحتوى.

## المبادئ العامة
يستخدم الفحص عالي المحتوى (إتش سي إس) في الأنظمة الخلوية الخلايا بوصفها أدوات تساعد في توضيح عمل الخلايا الطبيعية والمريضة في البحوث البيولوجية. ويستخدم الفحص عالي المحتوى أيضًا لاكتشاف وتحسين العقارات المحتملة الجديدة. يعد الفحص عالي المحتوى مزيجًا من البيولوجيا الخلوية الحديثة، وجميع أدواتها الجزيئية مع المجهر الآلي عالي الدقة والمناولة الروبوتية. تتعرض الخلايا أولًا للمواد الكيميائية أو كواشف تدخل الرنا. يُكشف عن التغيرات في مورفولوجيا الخلية باستخدام تحليل الصور. قيست التغيرات في كميات البروتينات التي تصنعها الخلايا باستخدام مجموعة متنوعة من التقنيات مثل البروتينات الفلورية الخضراء المدموجة بالبروتينات الذاتية، أو من خلال الأجسام المضادة الفلورية (التألق المناعي للأضداد).